# China Open 2009
Il China Open 2009 è stato un torneo di tennis giocato sul cemento. È stata l'11ª edizione del torneo maschile, che fa parte della categoria ATP World Tour 500 series nell'ambito dell'ATP World Tour 2009, e la 13ª di quello femminile facente parte della categoria Premier nell'ambito del WTA Tour 2009. Il torneo si è giocato al Beijing Tennis Center di Pechino, in Cina, dal 2 ottobre all'11 ottobre 2009.

## Partecipanti WTA

### Teste di serie
| Nazionalità | Giocatore           | Ranking1 | Testa di serie |
| ----------- | ------------------- | -------- | -------------- |
| Russia      | Dinara Safina       | 1        | 1              |
| Stati Uniti | Serena Williams     | 2        | 2              |
| Stati Uniti | Venus Williams      | 3        | 3              |
| Russia      | Elena Dement'eva    | 4        | 4              |
| Danimarca   | Caroline Wozniacki  | 5        | 5              |
| Russia      | Svetlana Kuznecova  | 6        | 6              |
| Russia      | Vera Zvonarëva      | 7        | 7              |
| Serbia      | Jelena Janković     | 8        | 8              |
| Bielorussia | Viktoryja Azaranka  | 9        | 9              |
| Italia      | Flavia Pennetta     | 10       | 10             |
| Serbia      | Ana Ivanović        | 11       | 11             |
| Polonia     | Agnieszka Radwańska | 12       | 12             |
| Russia      | Nadia Petrova       | 13       | 13             |
| Francia     | Marion Bartoli      | 14       | 14             |
| Australia   | Samantha Stosur     | 15       | 15             |
| Cina        | Li Na               | 16       | 16             |
| Francia     | Virginie Razzano    | 18       | 17             |

- 1Ranking al 28 settembre 2009
- La Razzano è diventata la 17ª teste di serie dopo il ritiro della Ivanovic a causa di un'infezione al tratto respiratorio

### Altre partecipanti
Giocatrici che hanno ricevuto una Wild card:
- Han Xinyun
- Marija Kirilenko
- Jing-Jing Lu
- Yanina Wickmayer
- Zhang Shuai

Giocatrici passati dalle qualificazioni:

- Kateryna Bondarenko
- Melinda Czink
- Ol'ga Govorcova
- Ji Chunmei
- Alla Kudrjavceva
- Shahar Peer
- Urszula Radwańska
- Jaroslava Švedova

Giocatrici Lucky loser:
- Vania King
- Galina Voskoboeva
- Alexa Glatch

## Partecipanti ATP

### Teste di serie
| Nazionalità | Giocatore         | Ranking1 | Testa di serie |
| ----------- | ----------------- | -------- | -------------- |
| Spagna      | Rafael Nadal      | 2        | 1              |
| Serbia      | Novak Đoković     | 4        | 2              |
| Stati Uniti | Andy Roddick      | 6        | 3              |
| Russia      | Nikolaj Davydenko | 8        | 4              |
| Spagna      | Fernando Verdasco | 9        | 5              |
| Svezia      | Robin Söderling   | 11       | 6              |
| Cile        | Fernando González | 12       | 7              |
| Croazia     | Marin Čilić       | 15       | 8              |

- 1Ranking al 28 settembre 2009

### Altri partecipanti
Giocatori che hanno ricevuto una Wild card:
- Marcos Baghdatis
- Marin Čilić
- Marat Safin

Giocatori passati dalle qualificazioni:

- Fabio Fognini
- Robby Ginepri
- Łukasz Kubot
- Florian Mayer

## Campioni

### Singolare maschile
Novak Đoković ha battuto in finale  Marin Čilić con il punteggio di 6–2, 7–6(4)
- È il 3º titolo dell'anno per Ðokovic, dopo Belgrado e a Dubai e il 14° della sua carriera.
- Si tratta della quinta finale del 2009 dopo quelle di: Halle, Miami, Monte Carlo, Roma e Cincinnati

### Singolare femminile
Svetlana Kuznecova ha battuto in finale  Agnieszka Radwańska con il punteggio di 6–2, 6–4
- È il 3º titolo dell'anno per la Kuznecova dopo Roland Garros ed a Stoccarda e il 12° della sua carriera.[1]

### Doppio maschile
Bob Bryan /  Mike Bryan hanno battuto in finale  Mark Knowles /  Andy Roddick con il punteggio di 6–4, 6–2

### Doppio femminile
Hsieh Su-wei /  Peng Shuai hanno battuto in finale  Alla Kudrjavceva /  Ekaterina Makarova con il punteggio di 6–3, 6–1